# 滇红

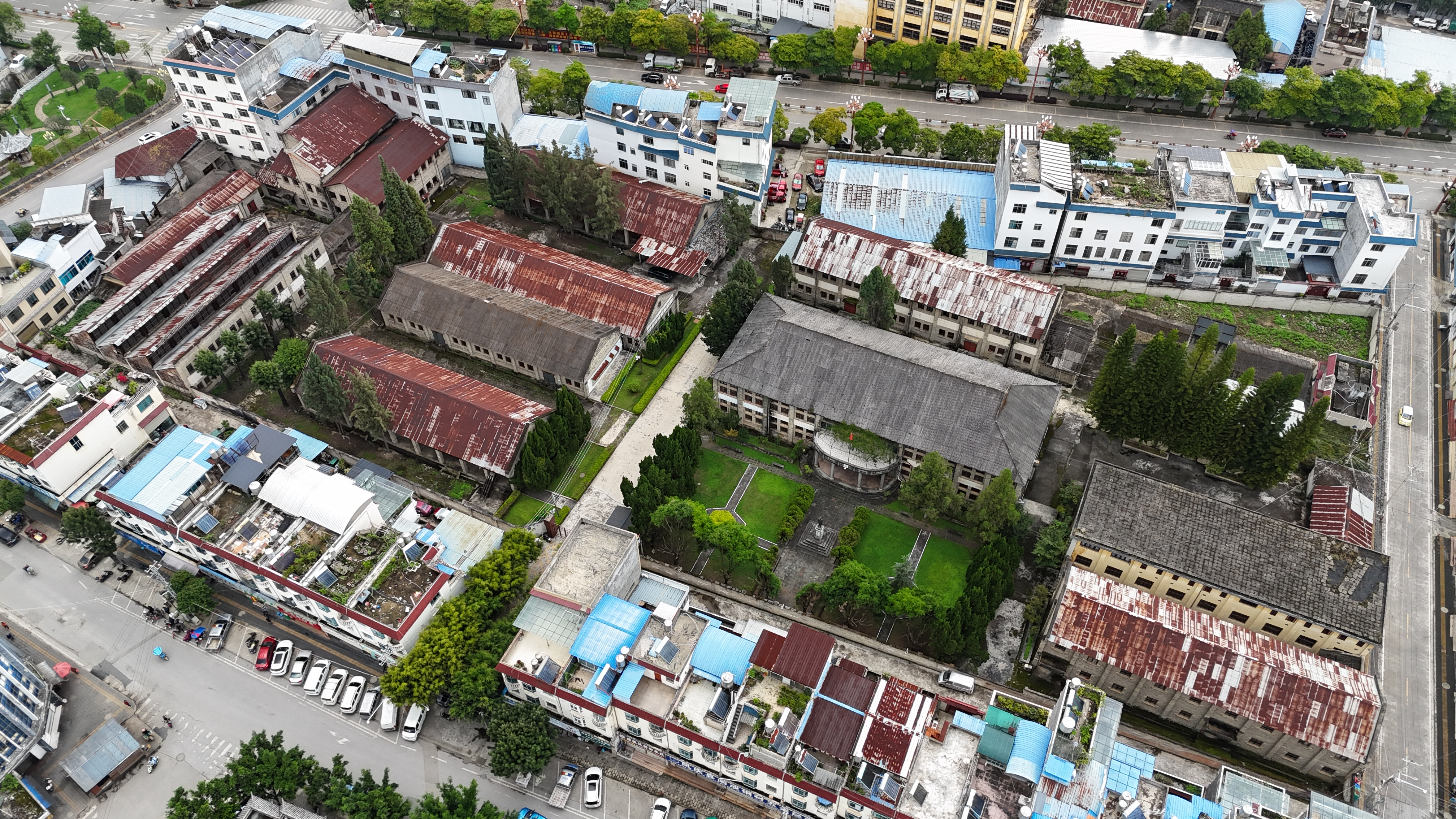
凤庆茶厂老厂区旧址

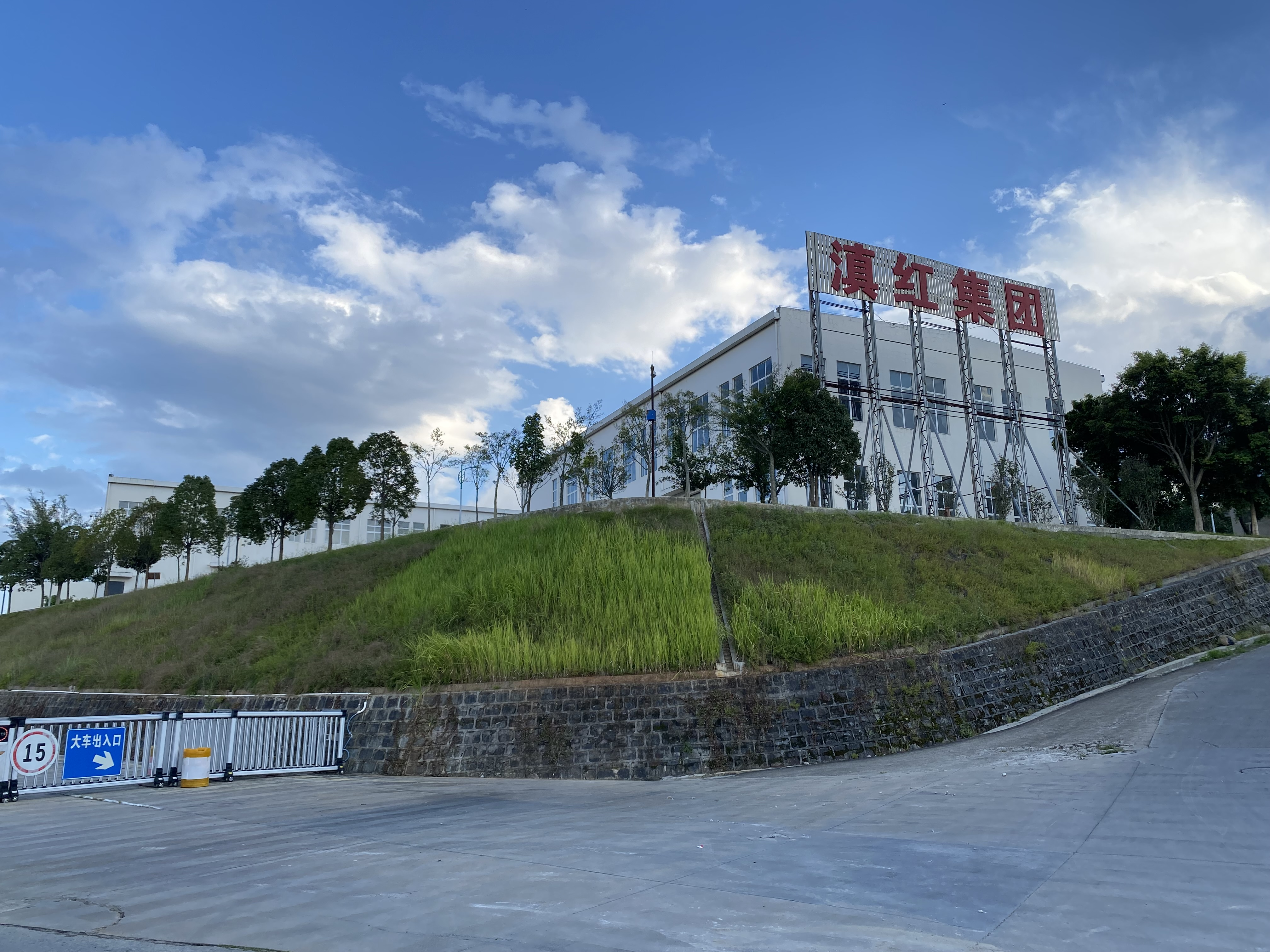
滇红集团

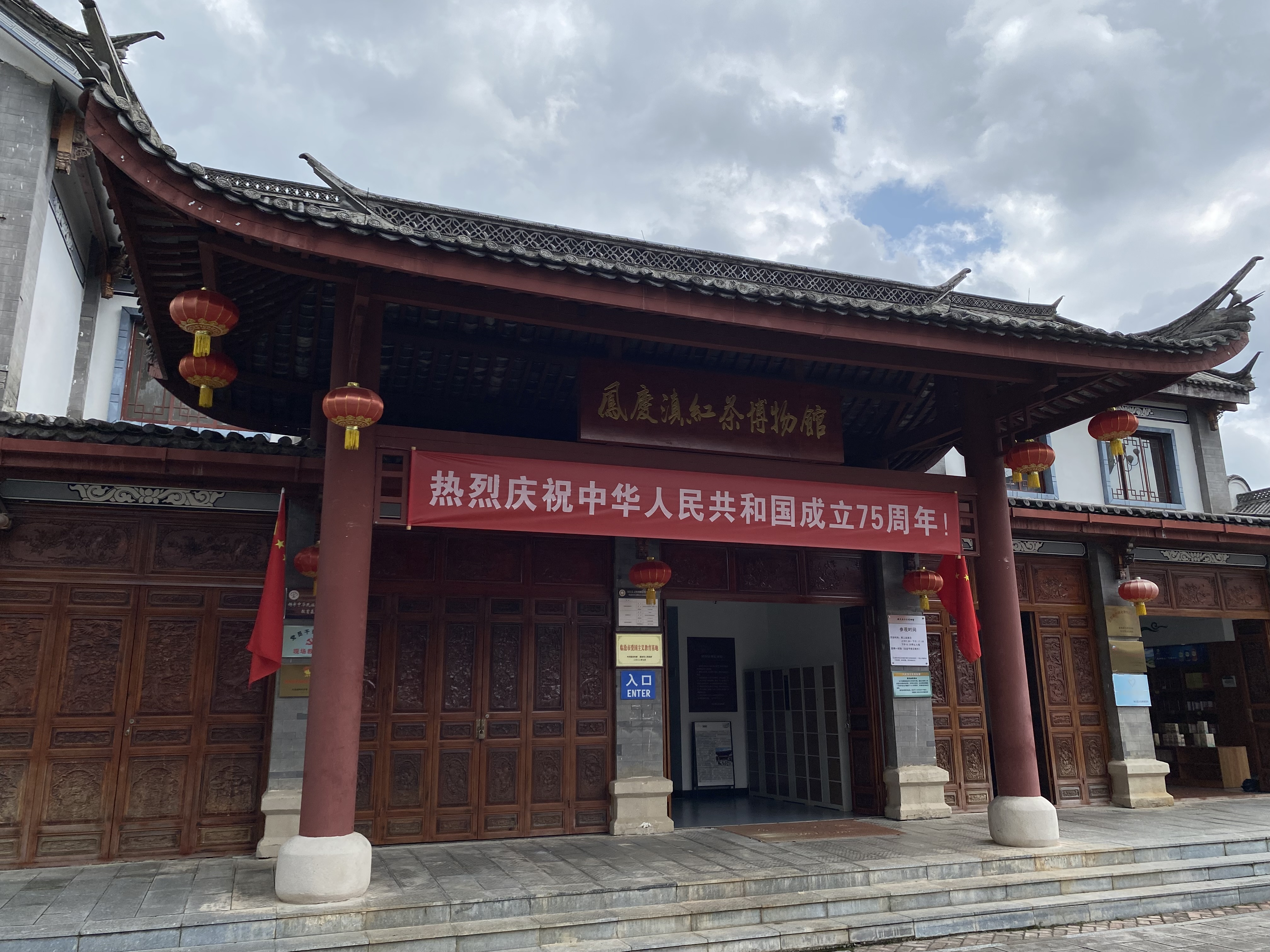
凤庆滇红茶博物馆

滇红，是指云南红茶，细分为滇红工夫茶和滇红碎茶两种。

## 历史
抗日战争爆发后，1938年，东南各省茶区接近战区，产制不易，中茶公司遵命开发西南茶区，以维持中国在国际上的茶叶出口市场，同年冯绍裘创建云南中国茶叶贸易股份公司。1939年3月8日，顺宁茶厂（今凤庆茶厂）成立，同时进行茶叶试验。冯绍裘发现凤庆大叶茶所制的红茶最好，并于1939年，滇红获得研制成功，同年生产15吨，通过香港富华公司销往英国，之后不断扩大生产。

## 特性
滇红采用的茶树主要以云南大叶茶的芽叶为主，经过发酵加工制成红茶，其汤色红艳，品质上乘。茶青采摘期为每年的3月中旬至11月中旬，分为春茶、夏茶和秋茶。滇红碎茶又称滇红分级茶，其外形均匀红亮。滇红工夫茶以条索紧结为佳。主要产地为云南临沧市、保山市、凤庆县、西双版纳傣族自治州、德宏傣族景颇族自治州等地。